# 谭铮
谭铮，教授，研究领域为衰老的分子生物学研究等。担任中国生物物理学会常务理事等职位。中国教育部第三批“长江学者”特聘教授，获国务院政府特殊津贴，获得中国国家科学技术进步奖二等奖等奖项。

## 生平
1982年和1985年先后获得武汉大学生物系生物化学学士、硕士学位；
1989年获得中国科学院动物研究所生物化学博士，毕业后留校任助理研究员至1991年；
1991年至1993年，在北卡州立大学植物系从事博士后研究；
1993年至1996年，在美国国立卫生研究院环境健康科学研究所任职；
1997年至1998年，在华南理工大学食品与生物工程学院任副教授；
1998年至2005年，在武汉大学生命科学院任长江计划特聘教授；
2005年至今，在中科院动物所膜生物学国家重点实验室任研究员。